# Final Fantasy VII Remake
Final Fantasy VII Remake, parfois abrégé en FF7 ou FFVII avec la mention Remake, est un jeu vidéo développé par Square Enix Business Division 1 et édité par Square Enix. Il s'agit de la première partie de la trilogie de remake du jeu Final Fantasy VII sorti sur PlayStation et PC en 1997. Après avoir présenté une démo technique du jeu pour promouvoir la puissance de la PlayStation 3 à l'E3 2005, Square Enix réfute à de nombreuses reprises tout projet de remake, mais en annonce finalement un lors de l'Electronic Entertainment Expo 2015 le 15 juin 2015, pendant la conférence du constructeur Sony. Cette première partie est sortie le 10 avril 2020 sur PlayStation 4. Un portage amélioré intitulé Final Fantasy VII Remake Intergrade est sorti en juin 2021 sur PlayStation 5, en décembre 2021 sur Microsoft Windows puis prévue à une date indéterminée sur Nintendo Switch 2 et Xbox Series.
L'histoire prend place dans la métropole cyberpunk, steampunk et dystopique de Midgar, les joueurs prennent le contrôle du mercenaire Cloud Strife tandis que lui et un groupe éco-terroriste connu sous le nom d'AVALANCHE s'opposent à la Shinra Electric Power Company, une puissante entreprise, qui utilise l'essence de la vie de la planète (mako) comme source d'énergie.
La deuxième partie intitulée Final Fantasy VII Rebirth est annoncée en juin 2022 pour une sortie sur PlayStation 5 en 2024. Une troisième partie complètera ensuite l'histoire.

## Trame

### Scénario
Cloud Strife est un ancien membre des SOLDAT, guerriers d'élite de la Shinra Electric Power Company. Cette dernière utilise la mako, énergie spirituelle de la planète, récoltée par d'énormes réacteurs, pour alimenter la métropole de Midgar et ainsi développer une technologie de pointe. Désillusionné par la Shinra, Cloud devient mercenaire, et à la demande de son amie d'enfance Tifa Lockhart, accepte une mission pour AVALANCHE, une organisation éco-terroriste, dirigée par Barret Wallace, qui pense qu'une récolte excessive d'énergie mako provoquera une catastrophe environnementale. Ils effectuent un raid sur l’un des réacteurs Mako, mais les dégâts sont bien supérieurs à ceux estimés.
Au même moment, Cloud est hanté par les souvenirs de Sephiroth, un ancien membre énigmatique des SOLDAT, qui lui ravivent une scène de désolation où Nibelheim, sa ville d'origine, est rongée par les flammes. Après avoir repris ses esprits, il fait la rencontre d'une marchande de fleur, Aerith Gainsborough. Il la perd de vue à la suite de l'apparition de mystérieuses entités ressemblant à des fantômes.
Bien que Cloud ait l'intention de quitter AVALANCHE après avoir reçu son salaire, ces mystérieuses entités décident de réapparaître et il se fait recruter d'urgence pour un autre bombardement de réacteur, qui ne se passe pas comme prévu. Le groupe se retrouve piégé par la Shinra et à la suite de l'explosion du réacteur, Cloud chute et se retrouve bien plus bas dans les niveaux inférieurs de Midgar, sur un sol d'une église, tapi de fleurs, lui ayant sauvé la vie. Là, il y retrouve Aerith, et accepte de la protéger des Turks, une unité spéciale de la Shinra qui a ordre de la capturer. Après l’avoir défendue de ses ravisseurs, Cloud, guidé par cette dernière, tente de rejoindre le repère d'AVALANCHE, au bidonville du secteur 7.
Sur le chemin du retour, ils voient Tifa qui décide de s'infiltrer au Wall Market, une ville fortifiée sans loi, et, apprennent qu'elle essaie d'obtenir des informations de la part de Don Corneo, le chef de la ville. Corneo révèle que la Shinra prévoit de faire s'effondrer un morceau de la plaque située au-dessus des bidonvilles du secteur 7 et accuser AVALANCHE pour se venger de la destruction des réacteurs Mako et retourner l'opinion publique contre eux. Cloud, Tifa et Barret n'arrivent pas à arrêter le plan de la Shinra à temps et tout s'écroule. Grâce à Aerith, la plupart de la population est en mesure d'évacuer à temps, mais elle est capturée par les Turks, et se retrouve prisonnière de la Shinra. Elmyra, la mère adoptive d'Aerith, leur révèle qu'elle est ce que la Shinra appelle une "Ancienne", dernière descendante des premiers habitants ayant peuplé la planète.
Voulant venir en aide aux rescapés du secteur 7, et dans l'attente de pouvoir secourir Aerith, Cloud, Tifa et Barret découvrent un laboratoire de recherche souterrain de la Shinra. Horrifiés par les expériences qu'ils trouvent à l'intérieur, ils infiltrent le siège de la Shinra et sauvent Aerith avant qu'elle ne subisse le même sort. Aerith révèle qu'elle est en effet la dernière descendante des Anciens, connu sous le nom originel des Cetras, une race de précurseurs presque éteinte qui résiderait dans une « Terre Promise », terre que la Shinra convoite en raison de ses réserves illimitées d'énergie mako. Le groupe rencontre également une créature parlante, Red XIII, cobaye des expérimentations d'Hojo, le directeur du département scientifique de la Shinra. Il explique que les mystérieuses entités ressemblant à des fantômes rencontrées par le groupe s'appellent des Fileurs. Ils existent pour garantir que le cours du destin (supposément les événements du jeu original) ne soit pas modifié, en corrigeant tout écart par rapport à ce dernier. Pendant ce temps, Sephiroth infiltre la Shinra, et apparait aux yeux de Cloud, ainsi qu'aux autres membres du groupe (ce qui n'était pas le cas lors de ses précédentes apparitions), leur barre la route permettant à Hojo de ralentir la progression de leur ascension et de récolter des données pour ses recherches. Sephiroth en profiter pour voler une entité connue sous le nom de Jenova (qu'il appelle « Mère »), connu sous le nom de « fléau venu du ciel ». Cloud est de plus en plus sujet à de violentes « migraines », révélant des visions qu'il n'arrive pas à déchiffrer.
Dans une confrontation au sommet du siège de la Shinra, Sephiroth assassine le président Shinra et empale mortellement Barret qu'un Fileur s'empresse de sauver, tandis que le groupe se retrouve à combattre une apparition/illusion de Jenova. Avec la mort du président Shinra, son fils Rufus prend le contrôle de l'entreprise et combat brièvement Cloud, mais est vaincu. Cloud et ses alliés fuient la scène via l'autoroute de Midgar et trouvent Sephiroth qui les attend à la fin de celle-ci. Sephiroth défie Cloud, ouvrant un portail vers une autre dimension. Aerith arrête Cloud avant qu'il ne s'y lance, déclarant qu'ils changeront de destin s'ils continuent. Le groupe décide malgré tout d'y aller et combattent le Fileur héraut, une entité formée par un amalgame de fileurs. Pendant ce temps, dans ce qui semble être une chronologie alternative également engloutie par les Fileurs, le personnage de Zack Fair, combat une armée des troupes de la Shinra, déterminée à le tuer.
Alors que le combat avec le Fileur héraut s'achève, Sephiroth devient leur nouvel opposant, saisissant apparemment les restes du pouvoir du Fileur. Alors que Cloud semble être sur le point de l'emporter, Sephiroth les transporte tous les deux dans un univers métaphysique qu'il nomme les Confins du monde. Sephiroth demande l'aide de Cloud afin de défier le joug du destin ensemble. Cloud refuse et combat Sephiroth, mais il ne fait pas le poids seul face à lui et est vaincu, bien que Sephiroth l'épargne avant de partir, déclarant de façon énigmatique qu'il lui reste « sept secondes avant l'apocalypse, et que l'avenir ne dépend que de lui ».
Pendant ce temps, dans la chronologie alternative, Zack triomphe des forces de la Shinra. Après le retour de Cloud dans son groupe, ils conviennent que Sephiroth est une plus grande menace pour la planète que la Shinra, et s'engagent à le poursuivre. Cependant, alors que le groupe quitte Midgar, Aerith croise la réalité de Zack, et exprime sa préoccupation quant à leur avenir désormais incertain.

## Système de jeu

### Généralités
Final Fantasy VII Remake raconte en partie l'histoire de Final Fantasy VII. Les joueurs contrôlent Cloud Strife, un ancien soldat de la Shinra devenu mercenaire et qui a rejoint le groupe éco-terroriste AVALANCHE afin de combattre son ancien employeur, une puissance détenant le monopole militaire et scientifique sur la planète entière et assèche celle-ci en puisant son énergie vitale, la Mako.
Comme le jeu original, l'existence des matérias qui s’équipent sur les armes et armures permettent aux personnages d’accéder à des magies ou à certaines compétences, mais également à des invocations.
Les mécanismes d'exploration et de combat se déroulent tous les deux en temps réel. Le jeu propose un système de barres d'ATB (Active Time Battle) modifié par rapport à l'original, qui se remplit progressivement, avec le temps ainsi qu'en utilisant des attaques basiques. Une fois qu'elle est remplie, le joueur peut arrêter l'action et utiliser des capacités spéciales telles que la magie, des objets et des compétences propres à chaque personnage. Le joueur peut alterner librement entre les personnages pour les faire combattre physiquement, se défendre ou se déplacer en temps réel.
Une jauge de points de magie (MP) inhérente aux RPGs est toujours présente, ainsi qu'une jauge de Transcendance (correspondant à la jauge de Limite du jeu originel) qui se remplit lorsque le personnage subit des dégâts et lui permets de lancer des attaques dévastatrices uniques.
Le jeu propose également comme nouveauté un système de quêtes annexes disponibles dans 3 chapitres précis, permettant de remporter expérience, argent et d'autres récompenses.

## Développement

### Rumeurs et démentis
Les premières rumeurs pour un remake de Final Fantasy VII datent de l'annonce du film Final Fantasy VII: Advent Children au Tokyo Game Show de 2003 et, bien que démenties par Square Enix, continuent de plus belle lors de l'annonce du projet Compilation of Final Fantasy VII. Cependant, lors de l'E3 de 2005, Square Enix présente une vidéo recréant l'ouverture de Final Fantasy VII avec les capacités de la PlayStation 3, mais réfute toute idée de remake. De nombreux fans et critiques spéculent sur la sortie prochaine d’un Final Fantasy VII refait, notamment Electronic Gaming Monthly qui annonce lors de l'E3 2006 une sortie pour 2007,, ce qu'Yoichi Wada, président de Square Enix, dément aussitôt, affirmant que la vidéo n'avait pas d'autre but qu'être une démonstration technique,.
Par la suite, de nombreux employés de Square Enix s'expriment sur le sujet, pour confirmer leur intérêt de travailler sur un Final Fantasy VII et démentir tout projet de remake,. Lors d'une interview en 2014, Yoshinori Kitase déclare qu'un remake demanderait sans doute « au moins 10 ans de travail », car réaliser les graphismes prend énormément de temps, raison pour laquelle Final Fantasy XIII est plus linéaire que les épisodes précédents. Motomu Toriyama soulève le même problème de coût de développement pour recréer fidèlement les villes de Final Fantasy VII, bien que ce soit le jeu qu'il ait le plus envie de refaire. Cependant, en mars 2010, Yoichi Wada affirme qu'ils vont explorer la possibilité d'un remake, au vu des très nombreuses requêtes de fans,, mais il se rétracte en juin 2012, déclarant qu'il ne ferait un remake que si Square Enix parvient à réaliser un nouvel épisode qui « dépasse la qualité » du septième, expliquant que réaliser un remake maintenant signerait la fin de la série,.
Final Fantasy VII reste malgré tout un des jeux dont le remake est le plus souhaité, aussi bien par les fans comme confirmé par Square Enix, que par les médias. Un sondage de Sony en mars 2014 sur 10 000 Japonais donne Final Fantasy VII comme remake le plus attendu, pour GamesRadar, un remake serait idéal après le moindre succès des épisodes subséquents, et étant donné l'énorme succès critique et commercial du septième,.

### Nouveautés
Reconnaissant que les graphismes et le système du jeu original ont vieilli, Tetsuya Nomura réfute l'idée d'une simple remise à jour graphique et déclare au magazine Famitsu qu'il ne s'agirait pas « d'un simple remaster. [...] Si nous nous contentions d'embellir les graphismes pour les consoles actuelles, je ne pense pas que ce jeu surpasserait le précédent. ». Il a renchéri en ajoutant lors d'une interview à Dengeki Online que « Nous n'avons pas encore montré de gameplay, mais comme nous sommes en train de le mettre un peu à jour, vous pouvez vous attendre à des modifications. ». Les éléments comiques du jeu seront conservés, et de nouveaux « éléments d'intrigue au niveau du scénario » pourraient être ajoutés

### Annonce
Le 15 juin 2015, la conférence de Sony à l'Electronic Entertainment Expo 2015 crée le buzz en dévoilant la bande-annonce d'un remake confirmé pour FF7. Cette annonce est tellement acclamée qu'elle permet aux actions de Square Enix d'atteindre leur plus haut niveau depuis novembre 2008. Tetsuya Nomura déclare que le développement de ce remake a commencé depuis qu'il a arrêté de travailler sur Final Fantasy XV, soit depuis environ septembre 2014, et qu'il n'y a aucun lien avec l'annonce du portage de la version PC sur PS4,. Une date de sortie officielle n'a pas été annoncée, mais des rumeurs annoncent le jeu pour 2017, pour les 20 ans du jeu original.
Nomura explique également que son équipe a pensé à développer un remake à plusieurs reprises, mais qu'ils ne se sont décidés à le faire qu'afin de promouvoir la PlayStation 4 au Japon et parce que l'équipe ayant travaillé sur le jeu original vieillit et ne souhaite pas qu'un tel projet se fasse sans eux,.
En décembre 2015, à l'occasion du PlayStation Experience, Square Enix annonce que ce remake sera proposé en plusieurs parties pour être en mesure de proposer une aventure complète dans les temps[réf. à confirmer]. Il est également confirmé que le studio CyberConnect2 est chargé du développement du jeu sous la tutelle de Square Enix[réf. à confirmer]. En mai 2017, Square Enix annonce que le jeu est désormais principalement développé en interne, avec Naoki Hamaguchi comme nouveau chef de projet.
Le 9 mai 2019, en conclusion d'une conférence State of Play de Sony, une séquence de une minute tirée du développement du jeu est diffusée, annonçant également un complément d'information en juin 2019 à l'E3. La date de sortie est annoncée pour le 3 mars 2020 durant un concert avant la conférence de Square Enix, lors de cette conférence du gameplay est à nouveau dévoilé.
Le 14 janvier 2020, Square Enix annonce le report du jeu au 10 avril 2020. Le 2 mars 2020, une démo est disponible sur le PlayStation Store qui couvre l'intro du jeu lorsque le groupe AVALANCHE alors composé de Cloud Strife, Barret Wallace, Jessie, Biggs et Wedge, effectue un raid sur le réacteur Mako numéro 1 de la Shinra.

### Final Fantasy VII Remake Intergrade
Le 25 février 2021, une version PlayStation 5 intitulé Final Fantasy VII Remake Intergrade ainsi qu'un nouveau chapitre avec Yuffie intitulé Episode Intermission sont annoncés. Le jeu sort le 10 juin 2021. Un portage sur PC sort le 16 décembre 2021.

## Doublage
Final Fantasy VII Remake est doublé dans quatre langues : l'anglais, le français, l'allemand et le japonais,,. Pour la version japonaise, Square Enix reprend le casting du film de 2005, Final Fantasy VII: Advent Children. Takahiro Sakurai reprend donc le rôle de Cloud Strife et Toshiyuki Morikawa pour le rôle de Séphiroth. Ayumi Itō (Tifa Lockhart), Māya Sakamoto (Aeris Gainsborough) et Barret Wallace (Masahiro Kobayashi) récupèrent également leurs rôles. La version française retrouve aussi ses comédiens qui avaient doublé les protagonistes dans Final Fantasy VII: Advent Children en 2005. Cloud Strife, Tifa Lockhart, Barret Wallace, Séphiroth, Rouge XIII et Zack Fair sont respectivement interprétés par Tanguy Goasdoué, Jessica Barrier, Frédéric Souterelle, Bruno Choël,,,, Fabrice Fara et Fabrice Josso . 
Dans la version française de Final Fantasy VII: Advent Children, le personnage d'Aeris Gainsborough est doublé par Marie-Eugénie Maréchal. Pour Final Fantasy VII Remake, Aeris est incarnée par la comédienne Céline Melloul. Laurent Sautière, l'un des traducteurs pour la localisation française du jeu, déclare dans une interview que le projet a nécessité jusqu'à six traducteurs pour respecter les délais. Il ajoute que « parfois, un petit changement dans la version japonaise, se traduisait par des changements plus importants dans plusieurs lignes françaises ». Il évoque également la difficulté de rester fidèle à la traduction du jeu original sorti en 1997, jugée mauvaise à l'époque. L'équipe a dû procéder à beaucoup de changements pour obtenir de meilleurs résultats.
 Sauf indication contraire ou complémentaire, les informations mentionnées dans cette section proviennent du générique de fin de l'œuvre audiovisuelle présentée ici.
| Personnage                                             | Comédien français               | Seiyū                            |
| ------------------------------------------------------ | ------------------------------- | -------------------------------- |
| Cloud Strife (21 ans) Cloud Strife (14 ans)            | Tanguy Goasdoué Gabriel Bismuth | Takahiro Sakurai Yukihiro Aizawa |
| Tifa Lockhart (20 ans) Tifa Lockhart (8/13 ans)        | Jessica Barrier                 | Ayumi Itō Ayaka Mitsumoto        |
| Aeris Gainsborough (22 ans) Aeris Gainsborough (7 ans) | Céline Melloul Leslie Lipkins   | Māya Sakamoto Chihiro Tanaka     |
| Barret Wallace                                         | Frédéric Souterelle             | Masahiro Kobayashi               |
| Rouge XIII                                             | Fabrice Fara                    | Kappei Yamaguchi                 |
| Sephiroth                                              | Bruno Choël                     | Toshiyuki Morikawa               |
| Zack Fair                                              | Fabrice Josso                   | Ken'ichi Suzumura                |
| Biggs                                                  | Benjamin Gasquet                | Shūhei Sakaguchi (en)            |
| Wedge                                                  | Mathias Casartelli              | Takayuki Asai                    |
| Jessie                                                 | Marie Chevalot                  | Satomi Moriya                    |
| Président Shinra                                       | Bernard Métraux                 | Genzō Wakayama (en)              |
| Professeur Hojo                                        | Arnaud Arbessier                | Shigeru Chiba                    |
| Heidegger                                              | Gabriel Le Doze                 | Katsumi Chō (en)                 |
| Reeve Tuesti                                           | Frédéric Popovic                | Banjō Ginga                      |
| Scarlet                                                | Marie Zidi                      | Masako Katsuki                   |
| Palmer                                                 | Gérard Boucaron                 | Naoki Tatsuta                    |
| Rufus Shinra                                           | Bertrand Nadler                 | Tōru Ōkawa                       |
| Tseng                                                  | Stéphane Fourreau               | Jun'ichi Suwabe                  |
| Reno                                                   | Jérémy Prévost                  | Keiji Fujiwara                   |
| Rude                                                   | Bruno Magne                     | Taiten Kusunoki (en)             |
| Don Corneo                                             | Patrice Melennec                | Yōhei Tadano (en)                |

## Accueil
Le 15 septembre 2023, Square Enix annonce avoir écoulé 7 millions d’exemplaires dans le monde.